# مانولو فابرگاس
مانولو فابرگاس (انگلیسی: Manolo Fábregas؛ ۱۵ ژوئیه ۱۹۲۱ – ۴ فوریه ۱۹۹۶) یک هنرپیشه اهل مکزیک بود. 
از فیلم‌ها یا برنامه‌های تلویزیونی که وی در آن نقش داشته است می‌توان به دو قاطر برای خواهر سارا و سه النا اشاره کرد.